# Храпатый, Анатолий Михайлович
Анатолий Михайлович Храпатый (20 октября 1963, Владимиромихайловка, Атбасарский район, Целиноградская область, Казахская ССР, СССР — 11 августа 2008, Аршалы, Акмолинская область, Казахстан) — советский и казахстанский тяжелоатлет, победитель Олимпийских игр 1988 года в Сеуле, призёр Олимпийских игр 1996 года в Атланте, пятикратный чемпион мира и пятикратный чемпион Европы по тяжёлой атлетике, Заслуженный мастер спорта СССР (1984).

## Биография
Родился 20 октября 1963 года в селе Владимиромихайловка (Колумбай) Атбасарского района Акмолинской области. Семья имела русские и украинские корни. Когда Анатолию было 4 года, его мать парализовало, а отец ушёл из семьи. С братом Андреем вдвоём управлялись по хозяйству.
Вскоре его семья переехала в город Атбасар. К четырнадцати годами успел полтора года позаниматься борьбой, которую бросил. В том возрасте он весил всего 33 килограмма, рост был 135 сантиметров.
Тренером стал Александр Сидоров. Около года тренер Сидоров не подпускал Храпатого к штанге, как и других детей — они занимались общефизической подготовкой. Затем он начал поднимать штангу.
В 1984 году женился на Галине, с которой познакомился в 16 лет, когда она училась в медицинском училище, а он — в Атбасарском техникуме механизации и сельского хозяйства. Позже Храпатый окончил Казахский институт физической культуры.
В 1985 — 1990 годах одержал победы на пяти чемпионатах мира и пяти чемпионатах Европы. В 1988 году одержал победу на Олимпийских играх в Сеуле, за что получил от государства премию 12 тысяч рублей.
В 1991 году из-за полученной травмы у Храпатого началась дистрофия правой ноги, которая уменьшилась на 5 см. Встать на ноги он смог благодаря усиленным тренировкам. Он вернулся в спорт и на Олимпиаде 1996 года в Атланте завоевал серебро в категории до 99 кг.
После ухода из «большого спорта», ему предложили работу главного тренера сборной Казахстана по тяжелой атлетике, которую он принял, когда сборная находилась в кризисной ситуации — финансирования не хватало даже для обеспечения тренировок ведущих спортсменов. Последние пять лет работал в Спортивном комитете ЦСКА Министерства обороны Казахстана.
Погиб на 45-м году жизни на трассе Астана — Алматы в результате столкновения с вылетевшим на встречную полосу автомобилем Toyota.
Похоронен на городском кладбище Астаны.

## Спортивные результаты
| Год  | Соревнование             | Место проведения | Весовая категория | Рывок    | Толчок    | Сумма двоеборья | Место |
| 1983 | Чемпионат СССР           | Москва           | до 82,5 кг        | 170 кг   | 210 кг    | 380 кг          | 1     |
| 1983 | Спартакиада народов СССР | Москва           | до 82,5 кг        | 170 кг   | 210 кг    | 380 кг          | 1     |
| 1983 | Кубок СССР               | Ленинград        | до 82,5 кг        | 182,5 кг | 215 кг    | 397,5 кг        | 1     |
| 1984 | Чемпионат СССР           | Минск            | до 82,5 кг        | 175 кг   | 210 кг    | 385 кг          | 1     |
| 1984 | Чемпионат Европы         | Витория-Гастейс  | до 82,5 кг        | 175 кг   | 215 кг    | 390 кг          | 3     |
| 1985 | Чемпионат Европы         | Катовице         | до 82,5 кг        | 170 кг   | 210 кг    | 380 кг          | 3     |
| 1985 | Кубок СССР               | Ленинград        | до 90 кг          | 177,5 кг | 225 кг    | 402,5 кг        | 1     |
| 1985 | Чемпионат мира           | Сёдертелье       | до 90 кг          | 177,5 кг | 217,5 кг  | 395 кг          | 1     |
| 1986 | Чемпионат СССР           | Волгоград        | до 90 кг          | 177,5 кг | 227,5 кг  | 405 кг          | 2     |
| 1986 | Чемпионат Европы         | Карл-Маркс-Штадт | до 90 кг          | 180 кг   | 230 кг    | 410 кг          | 1     |
| 1986 | Спартакиада народов СССР | Москва           | до 90 кг          | 182,5 кг | 217,5 кг  | 400 кг          | 1     |
| 1986 | Чемпионат мира           | София            | до 90 кг          | 185 кг   | 227,5 кг  | 412,5 кг        | 1     |
| 1987 | Чемпионат Европы         | Реймс            | до 90 кг          | 185 кг   | 230 кг    | 415 кг          | 1     |
| 1987 | Чемпионат мира           | Острава          | до 90 кг          | 185 кг   | 232,5 кг  | 417,5 кг        | 1     |
| 1988 | Чемпионат Европы         | Кардифф          | до 90 кг          | 185 кг   | 235 кг WR | 420 кг          | 1     |
| 1988 | Олимпийские игры         | Сеул             | до 90 кг          | 187,5 кг | 225 кг    | 412,5 кг        | 1     |
| 1989 | Чемпионат СССР           | Фрунзе           | до 90 кг          | 175 кг   | 210 кг    | 385 кг          | 3     |
| 1989 | Чемпионат Европы         | Афины            | до 90 кг          | 185 кг   | 230 кг    | 415 кг          | 1     |
| 1989 | Чемпионат мира           | Афины            | до 90 кг          | 185 кг   | 230 кг    | 415 кг          | 1     |
| 1990 | Чемпионат Европы         | Ольборг          | до 90 кг          | 182,5 кг | 220 кг    | 402,5 кг        | 1     |
| 1990 | Чемпионат мира           | Будапешт         | до 90 кг          | 180 кг   | 217,5 кг  | 397,5 кг        | 1     |
| 1992 | Чемпионат СНГ            | Санкт-Петербург  | до 90 кг          | 182,5 кг | 220 кг    | 402,5 кг        | 3     |
| 1993 | Чемпионат мира           | Мельбурн         | до 91 кг          | 180 кг   | 215 кг    | 395 кг          | 3     |
| 1994 | Азиатские игры           | Хиросима         | до 91 кг          | 165,5 кг | 197,5 кг  | 362,5 кг        | 1     |
| 1995 | Чемпионат Азии           | Пусан            | до 99 кг          | 182,5    | 226 кг WR | 407,5 кг        | 1     |
| 1995 | Чемпионат мира           | Гуанчжоу         | до 99 кг          | 185 кг   | 215 кг    | 400 кг          | 3     |
| 1996 | Чемпионат Азии           | Ятиё             | до 99 кг          | 185 кг   | 228 кг WR | 412,5 кг        | 1     |
| 1996 | Олимпийские игры         | Атланта          | до 99 кг          | 187,5 кг | 222,5 кг  | 410 кг          | 2     |
| 1997 | Чемпионат Азии           | Янчжоу           | до 99 кг          | 165 кг   | 207,5 кг  | 372,5 кг        | 1     |
| 1998 | Азиатские игры           | Бангкок          | до 105 кг         | 187,5 кг | 220 кг    | 407,5 кг        | 2     |
| 1999 | Чемпионат мира           | Афины            | до 105 кг         | 180 кг   | 220 кг    | 400 кг          | 10    |
| 2000 | Чемпионат Азии           | Осака            | до 105 кг         | 180 кг   | 210 кг    | 390 кг          | 5     |
| 2000 | Олимпийские игры         | Сидней           | до 105 кг         | —        | —         | —               | —     |

## Мировые рекорды
За время спортивной карьеры установил 6 мировых рекордов:
| Дата             | Вид соревнования | Результат | Категория  | Место   |
| ---------------- | ---------------- | --------- | ---------- | ------- |
| 14 сентября 1984 | Сумма (2)        | 402.5     | до 82,5 кг | Варна   |
| 14 сентября 1984 | Рывок            | 181       | до 82,5 кг | Варна   |
| 11 сентября 1987 | Толчок           | 233.5     | до 90 кг   | Острава |
| 29 апреля 1988   | Толчок           | 235       | до 90 кг   | Кардифф |
| 8 июля 1995      | Толчок           | 226       | до 99 кг   | Пусан   |
| 8 апреля 1996    | Толчок           | 228       | до 99 кг   | Ятиё    |

## Награды
- Медаль «За трудовое отличие» (1985)